# Neil Marshall
Neil Marshall (ur. 25 maja 1970 w Newcastle upon Tyne) – brytyjski reżyser, scenarzysta. Marshall rozpoczął karierę jako montażysta, a w 2002 roku wyreżyserował swój pierwszy film fabularny Dog Soldiers, będący mieszanką komedii i horror, który zdobył miano kultowego. W 2005 roku stworzył uznany przez krytyków horror Zejście. Marshall wyreżyserował także film Doomsday w 2008 roku i napisał scenariusz oraz wyreżyserował Centurion w 2010 roku.  Wyreżyserował również dwa pierwsze odcinki jednej z czołowych amerykańskich produkcji telewizyjnych, Gry o Tron: Blackwater i The Watchers on the Wall.

## Filmografia

### scenarzysta
- 1998: Lekcja angielskiego (Killing Time)
- 1999: Combat (film krótkometrażowy)
- 2002: Armia wilków (Dog Soldiers)
- 2005: Zejście (The Descent)
- 2007: Doomsday
- 2010: Centurion

### reżyser
- 1999: Combat (film krótkometrażowy)
- 2002: Armia wilków (Dog Soldiers)
- 2005: Zejście (The Descent)
- 2007: Doomsday
- 2010: Centurion
- 2014: Piraci (Black Sails) (serial telewizyjny)
- 2014: Constantine (serial telewizyjny)
- 2015: Tales of Halloween
- 2010: Poor Richard's Almanack
- 2016: Poza czasem (Timeless) (serial telewizyjny)

### montaż
- 2002: Armia wilków (Dog Soldiers)
- 2007: Doomsday